# Голяновци
Голяновци (болг. Голяновци) — село в Болгарии. Находится в Софийской области, входит в общину Костинброд. Население составляет 769 человек (2022).

## Политическая ситуация
В местном кметстве Голяновци, в состав которого входит Голяновци, должность кмета (старосты) исполняет Славейка Велинова Таскова (Земледельческий союз Александра Стамболийского (ЗСАС)) по результатам выборов.
Кмет (мэр) общины Костинброд — Красимир Вылов Кунчев (Болгарская социалистическая партия (БСП)) по результатам выборов.